# 10-та армія (США)
10-та а́рмія США (англ. Tenth United States Army) — військове об'єднання армії США, польова армія Збройних сил США часів Другої світової війни.

## Історія
10-та армія була заснована 20 червня 1944 року та стала останньою польовою армією сухопутних військ, що брали участь у Другій світовій війні. Основним театром воєнних дій для об'єднання став Тихоокеанський театр, де армія брала участь у битві за Окінаву.
До складу армії входили XXIV армійський та III амфібійний корпуси, що складалися з 1-ї, 2-ї, 6-ї дивізій морської піхоти, а також 7-ї, 27-ї, 77-ї та 96-ї піхотних дивізій армії США. Загальна чисельність армії становила 102 тис. вояків армії (зокрема більше за 38 000 були зі складу артилерійських окремих частин, підрозділів бойового забезпечення та штабних структур та ще 9 000 чоловіків, що належали підрозділам забезпечення), понад 88 000 морських піхотинців та 18 000 обслуговуючого персоналу з ВМС (переважно «Морські бджоли», так званих «Сі-Бі» (англ. Seabee) та медичний персонал). Перед початком висадки на острів Окінава армія нараховувала 182 821 військовослужбовця.
За час запеклої битви за опанування островом 10-та армія зазнала колосальних втрат — 65 631 чоловік, зокрема 34 736 — зі складу XXIV корпусу, 26 724 — з III амфібійного корпусу морської піхоти, 520 — з авіаційних частин підтримки, 2 636 — з підрозділів гарнізону на Окінаві та Ієшими, й 1 015 чоловіків — зі складу частин прямого підпорядкування 10-ї армії. Серед загиблих виявився командувач армії генерал-лейтенант Саймон Болівар Бакнер-молодший, коли він потрапив під артилерійський обстріл на передовій позиції. Наступного дня загинув від кулеметного вогню бригадний генерал К.Іслі.
Після опанування острову, армія готувалася до вторгнення на Японські острови, проте, після скидання атомних бомб на Хиросіму та Нагасакі, а також початку радянсько-японської війни, Японська імперія невдовзі капітулювала й армію розформували.